# Шебор, Карел

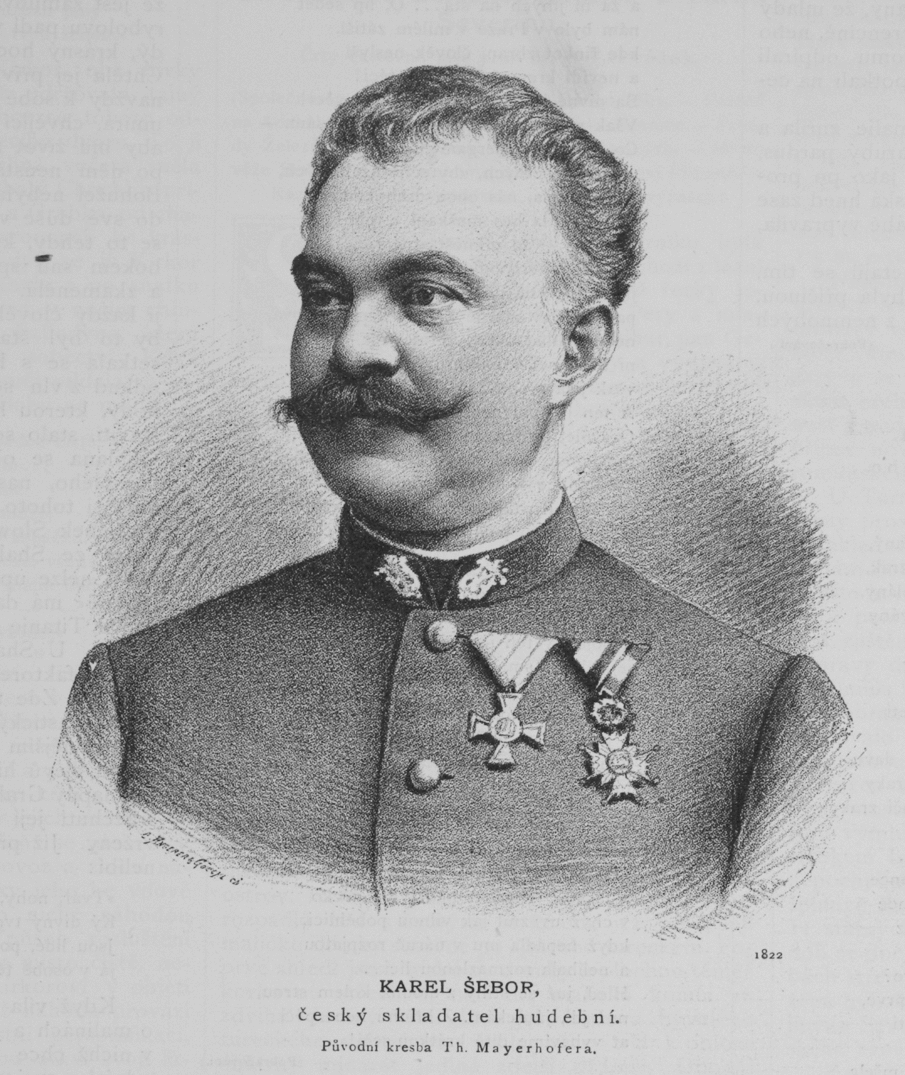
Карел Шебор. 1886 г.

Карел Ричард Шебор (чеш. Karel Richard Šebor; 13 августа 1843, Брандис-над-Лабем-Стара-Болеслав, Богемия, Австрийская империя — 18 мая 1903, Винограды (Прага), Австро-Венгрия) — чешский композитор, дирижёр.

## Биография
С двенадцати лет обучался в Пражской консерватории. Вдохновлённый Симфонией № 9 Бетховена в 1859 году создал первую собственную симфонию.
В 1861 году работал учителем музыки в Царстве Польском, после польского восстания в 1863 году занял должность театрального дирижёра в Эрфурте, на которой работал до 1865 года, после чего стал вторым дирижёром Государственного театра в Праге. Здесь состоялись премьеры пяти его опер.
В 1871 году покинул Прагу из-за разногласий с руководством театра и занял должность главного дирижёра в Лемберге (сейчас Львов). Позже стал дирижёром военного оркестра в Кошицах. Служил армейским капельмейстером в течение 20 лет. За полгода до смерти вернулся к гражданской жизни и был назначен городским капельмейстером.

## Творчество
Автор музыкальных сочинений
Оперы
- «Тамплиеры в Моравии»,
- «Драгомира»,
- «Гуситская невеста»,
- «Бланка»,
- «Расстроившаяся свадьба».

Написал квартет, квинтет, хоры, романсы, песни и военную музыку, фортепьянные пьесы и др.